# Valparai
Valparai es una ciudad y municipio situada en el distrito de Coimbatore en el estado de Tamil Nadu (India). Su población es de 70859 habitantes (2011). Se encuentra a 115 km de Coimbatore.

## Demografía
Según el censo de 2011 la población de Valparai era de 70859 habitantes, de los cuales 35204 eran hombres y 35655 eran mujeres. Valparai tiene una tasa media de alfabetización del 84,43%, superior a la media estatal del 80,09%: la alfabetización masculina es del 91,52%, y la alfabetización femenina del 77,48%.